# پرستوی بال‌زبر جنوبی
پرستوی بال‌زبر جنوبی (نام علمی: Stelgidopteryx ruficollis) نام یک گونه از تیره پرستو است.